# Imre Timkó
Imre Timkó (ur. 13 sierpnia 1920 w Budapeszcie, zm. 30 marca 1988 w Hajdúdorogu) – węgierski duchowny katolicki rytu bizantyjskiego, biskup Hajdúdorogu i głowa Kościoła katolickiego obrządku bizantyjsko-węgierskiego oraz egzarcha apostolskim Miszkolca w latach 1975-1988.

## Życiorys
Urodził się 13 sierpnia 1920 r. w Budapeszcie. 8 grudnia 1945 r. otrzymał święcenia kapłańskie. 7 stycznia 1975 r. został mianowany przez Pawła VI biskupem ordynariuszem eparchii Hajdúdorogu oraz egzarchą apostolskim Miszkolca. Sakrę biskupią przyjął 8 lutego 1975 r. z rąk Joakima Segediego, biskupa tytularnego Gypsaria. Tego samego dnia bp Imre Timkó konsekrował biskupa Szilárda Keresztesa.
Zmarł 30 marca 1988 r. w Hajdúdorogu.